# Michał Wołłowicz (prezydent Mińska)
Michał Wołłowicz – polski działacz społeczny na Litwie, samorządowiec, ziemianin, w latach 1905–1906 prezydent Mińska. 

## Życiorys
Jako przedstawiciel katolickiej ludności Mińszczyzny brał aktywny udział w życiu społecznym lokalnych Polaków – należał m.in. do Mińskiego Towarzystwa Rolniczego, w 25 rocznicę jego powstania stanął wraz z Jerzym Hutten-Czapskim na czele komitetu jubileuszowej wystawy rolniczej w stolicy guberni. W latach siedemdziesiątych kierował komitetem budowy nowego kościoła rzymskokatolickiego w Mińsku. 
W 1905 Duma Miejska wybrała go prezydentem miasta, zastąpił w tej roli Mieczysława Rajkiewicza. W listopadzie 1905 zwrócił się do ministra spraw wewnętrznych P. Durnowo i premiera Rosji Sergiusza Wittego o zdymisjowanowanie gubernatora mińskiego P. Kurłowa, na którym ciążyła odpowiedzialność za brutalne stłumienie demonstracji robotniczych przy pl. Dworcowym 18 października 1905. W wyniku decyzji ministra ze stanowisk odwołano zarówno Kurłowa, jak i Wołłowicza.